# George W. McCrary
George Washington McCrary (Evansville, 29 de agosto de 1835-St. Joseph, 23 de junio de 1890) fue político estadounidense, que se desempeñó como miembro de la Cámara de Representantes de los Estados Unidos por Iowa, como Secretario de Guerra de los Estados Unidos en el gabinete del presidente Rutherford B. Hayes y juez federal.

## Biografía

### Primeros años
Nació cerca de Evansville (Indiana) en 1835. Dos años después, se mudó con sus padres al Territorio de Wisconsin, a lo que hoy es el condado de Van Buren (Iowa). Asistió a la escuela pública. Estudió leyes en Keokuk (Iowa), en el bufete de abogados de Samuel F. Miller, luego fue admitido en el colegio de abogados en 1856 y, a la edad de veinte años, comenzó a ejercer la profesión en Keokuk.

### Carrera política
Miembro del Partido Republicano, fue elegido miembro de la Cámara de Representantes de Iowa en 1857, sirviendo hasta 1860. Luego fue miembro del Senado de Iowa entre 1861 y 1865.
En 1868 fue elegido como republicano para representar al 1.º distrito congresional de Iowa en la Cámara de Representantes de los Estados Unidos, ocupando el cargo por cuatro mandatos consecutivos. En su primer mes en el Congreso, recibió atención por negarse a respaldar una asignación para un tribunal federal en Keokuk porque consideraba que el país estaba endeudado y no podía respaldar un tribunal de este tipo en todos los distritos. En la Cámara, presidió la Comisión de Elecciones (en el 42º Congreso) y la Comisión de Ferrocarriles y Canales (en el 43.er Congreso). En 1875 publicó A Treatise on the American Law of Elections. En el 44.° Congreso, como miembro del Comité Judicial de la Cámara de Representantes, fue el autor de un proyecto de ley para reorganizar los tribunales federales para permitir una revisión judicial rápida. Ayudó a crear la Comisión Electoral para resolver el resultado de la elección presidencial de 1876, y formó parte del comité que investigó el escándalo de Credit Mobilier.
Se desempeñó como Secretario de Guerra durante la presidencia de Rutherford B. Hayes desde el 12 de marzo de 1877 hasta diciembre de 1879, cuando renunció a aceptar su designación como juez federal. Como secretario, retiró las tropas federales de los gobiernos de reconstrucción que aún permanecían en Carolina del Sur y Luisiana, y usó tropas federales en la huelga ferroviaria de 1877 y en los disturbios de la frontera mexicana. También libró batallas con ciertas tribus nativas en Colorado, Nuevo México y otros lugares.

### Últimos años
El 1 de diciembre de 1879, el presidente Hayes lo nombró juez de la Corte de Circuito de los Estados Unidos para el Octavo Circuito (que precedió a la Corte de Apelaciones). Haciendo referencia a la necesidad financiera de su familia después de sus muchos años de servicio público, dejó el tribunal en 1884 para convertirse en el abogado general de la Ferrovía Atchison, Topeka y Santa Fe.
Falleció en St. Joseph (Misuri), en 1890, a los 54 años, por causa de tumor estomacal. Fue enterrado en el cementerio de Oakland en Keokuk (Iowa).